# Aulacopodus
Aulacopodus is een geslacht van kevers uit de familie van de loopkevers (Carabidae). De wetenschappelijke naam van het geslacht is voor het eerst geldig gepubliceerd in 1940 door Britton.

## Soorten
Het geslacht Aulacopodus omvat de volgende soorten:
- Aulacopodus brouni (Csiki, 1930)
- Aulacopodus calathoides (Broun, 1886)
- Aulacopodus maorinus (Bates, 1874)
- Aulacopodus sharpianus (Broun, 1893)